# Sint-Mattheüskerk (Rodenkirchen)
De Sint-Mattheüskerk (Duits: St.-Matthäus-Kirche) is een protestants-luthers kerkgebouw in Rodenkirchen in de gemeente Stadland (Landkreis Wesermarsch) in de Duitse deelstaat Nedersaksen. De kerk betreft een zaalkerk, die oorspronkelijk in romaanse stijl van zandsteen gebouwd werd. Ze staat op ongeveer vijf meter hoge wurt van klei. Hoe de nederzetting tijdens de bouw van de kerk heette is onbekend, de naam Rodenkirchen dook pas in 1244, 60 jaar later, op.

## Bouwgeschiedenis
Er zijn drie verschillende bouwfases te herleiden:
Bouwperiode 1180-1190In deze periode werd het kerkschip, het oudste deel van de kerk, gebouwd.
Bouwperiode 1220-1270De kerk werd vergroot met een dwarsschip, een hoofdapsis als koor en twee nevenapsissen vergroot. Het kerkschip werd verhoogd en verlengd en kreeg toen haar huidige vorm.
Bouwperiode 15e eeuwTijdens de Marcellusvloed in 1362 werd de kerk ernstig beschadigd, zodat wijzigingen aan de oostelijke muur van het transept volgden. De kerk kreeg de plattegrond van een kruis, nadat tegen het einde van de 15e eeuw het koor vergroot werd.

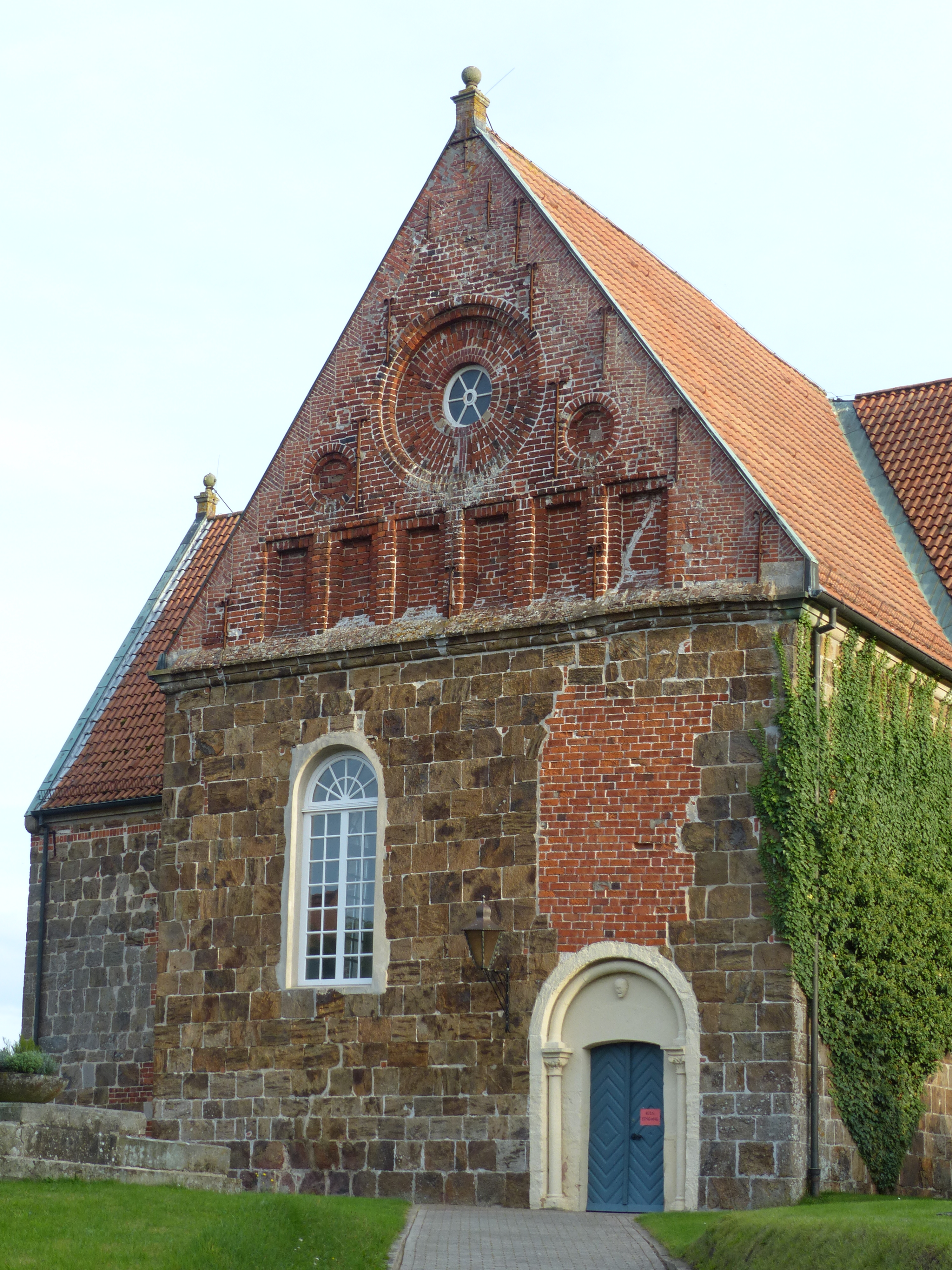
Noordgevel van het transept
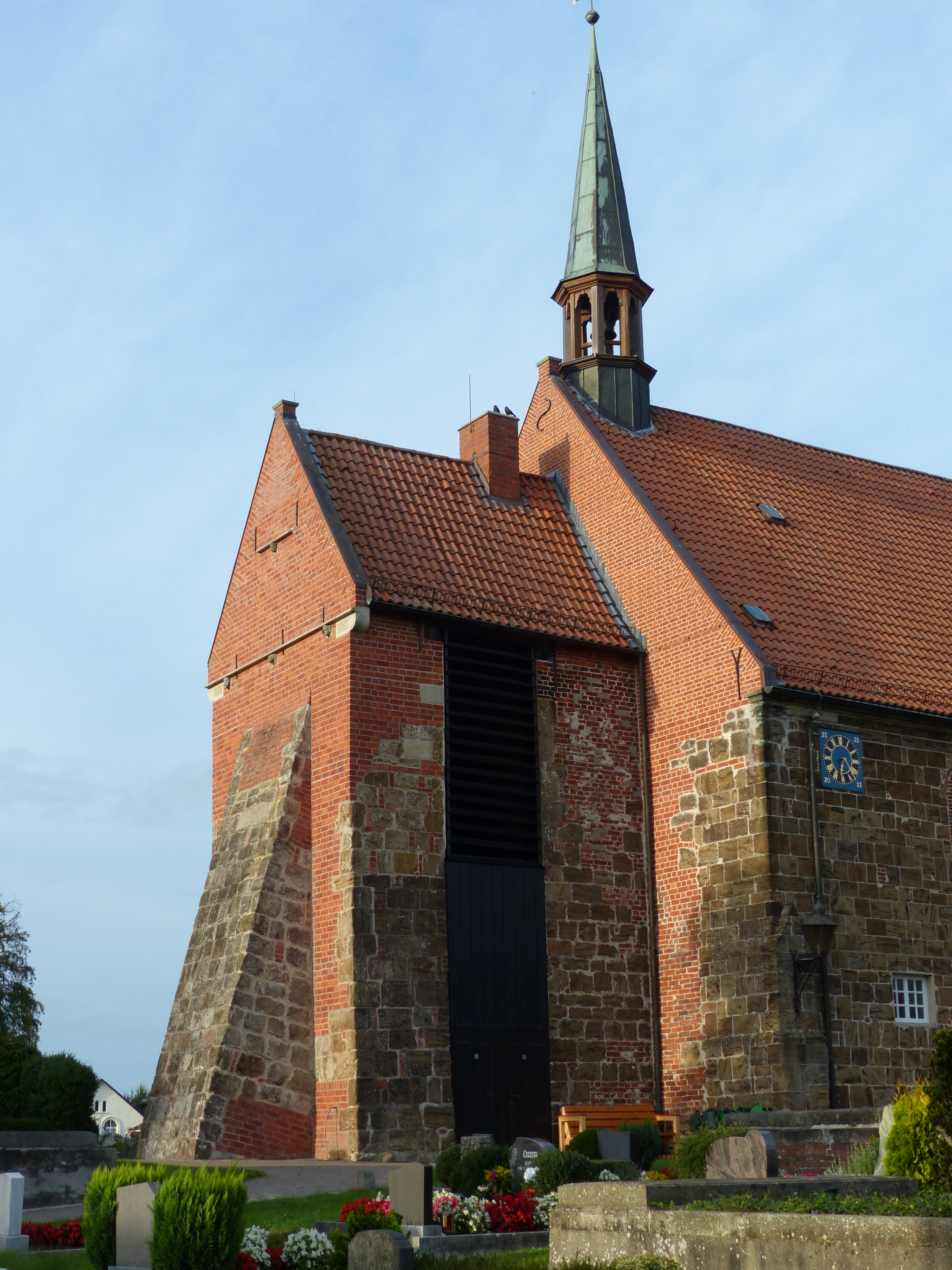
Klokkenhuis en dakruiter
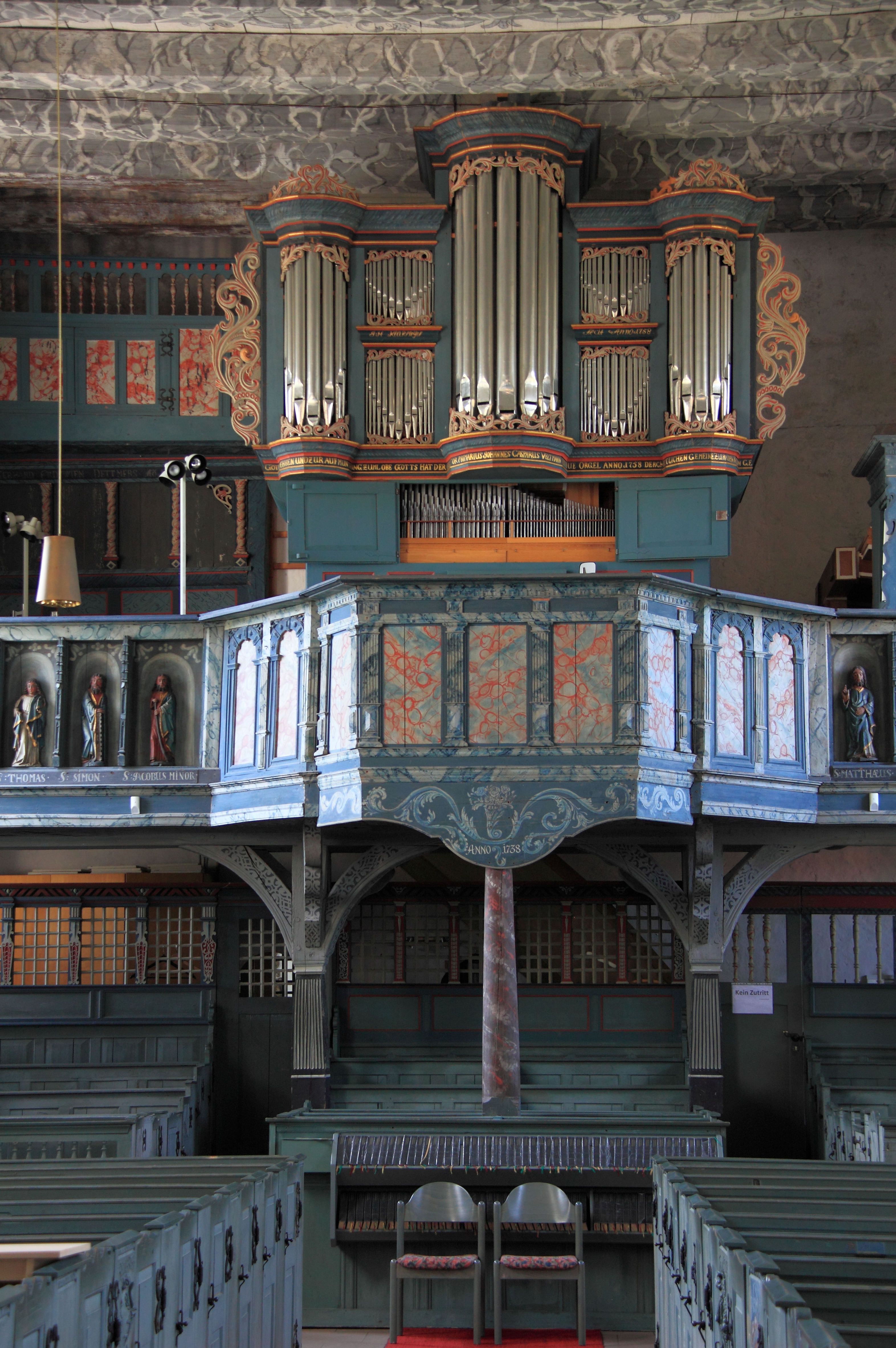
Orgel

## Altaar
Het altaar werd vanaf 1618 door Ludwig Münstermann gebouwd en in 1629 in de kerk geplaatst. Het hoofdthema van het beeldenrijke houtsnijwerk zijn het Heilig Avondmaal en de Kruisiging. Tot drie keer toe vond er een renovatie van het altaar plaats. Een laatste restauratie vond in de jaren 1996-1998 door de familie Ochsenfarth plaats.
De kansel stamt uit 1631, het doopvont uit 1630 en het epitaaf voor Hinrich Dethmers uit 1637. Zuidelijk en noordelijk van het altaar bevinden zich biechtstoelen en rijen koorgestoeltes.

## Orgel
Het eerste orgel werd in 1758 door de orgelbouwer Johann Hinrich Klapmeyer gebouwd. Na waterschade werd in 1906 achter de historische orgelkas een nieuw instrument met 15 registers gebouwd, waarbij acht historische registers opnieuw werden toegepast. Het huidige instrument stamt uit 1986 van de orgelbouwer Alfred Führer uit Wilhelmshaven. Het bezit 21 registers verdeeld over twee manualen en pedaal en kent de dispositie van het orgel uit 1758, waarvan nog vijf registers bewaard bleven. De tracturen zijn mechanisch.

## Klokken
In de toren hangt een tonnen zware klok, die in 1863 werd gegoten van het materiaal van een oudere klok uit 1849. Deze klok uit 1849 werd zelf tot tweemaal toe omgegoten. De klok heeft een doorsnee van 1,70 meter. Het inschrift van klok luidt naar het gedicht Das Lied von der Glocke van Friedrich Schiller: Was unten tief dem Erdensohne - Das wechselnde Verhängnis bringt - Das schlägt an die metallne Krone - Die es erbaulich weiter klingt.